# Trichosilia mediorufa
Trichosilia mediorufa là một loài bướm đêm trong họ Noctuidae.